# Aeshna tuberculifera
Aeshna tuberculifera är en trollsländeart som beskrevs av Walker 1908. Aeshna tuberculifera ingår i släktet mosaiktrollsländor, och familjen mosaiktrollsländor. Inga underarter finns listade i Catalogue of Life.

## Bildgalleri

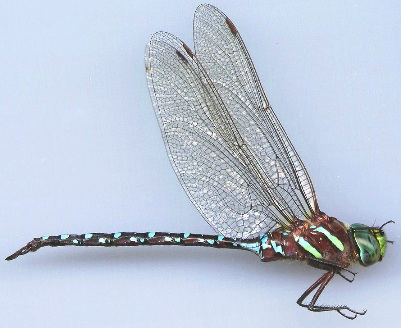
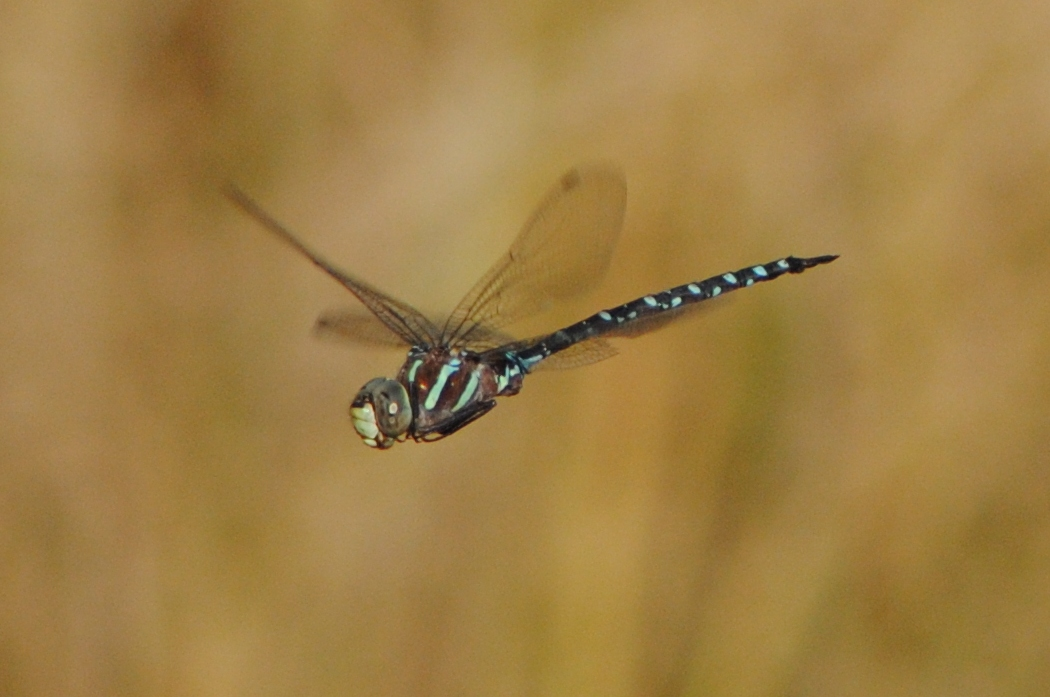